# Episodi di Magnum, P.I. (terza stagione)
La terza stagione della serie televisiva Magnum, P.I. è stata trasmessa in prima visione negli Stati Uniti d'America da CBS tra il 1982 e il 1983.
In Italia è stata trasmessa in prima visione da Italia 1 tra il 1984 e il 1985.
| nº | Titolo originale               | Titolo italiano                         | Prima TV USA      | Prima TV Italia |
| -- | ------------------------------ | --------------------------------------- | ----------------- | --------------- |
| 1  | Did You See the Sunrise? (1)   | Hai visto l'alba stamattina? (1ª parte) | 30 settembre 1982 |                 |
| 2  | Did You See the Sunrise? (2)   | Hai visto l'alba stamattina? (2ª parte) | 30 settembre 1982 |                 |
| 3  | Ki'is Don't Lie                | Il dio del veleno                       | 7 ottobre 1982    |                 |
| 4  | The Eighth Part of the Village | Onora il padre                          | 14 ottobre 1982   |                 |
| 5  | Past Tense                     | L'evaso                                 | 21 ottobre 1982   |                 |
| 6  | Black on White                 | Nero su bianco                          | 28 ottobre 1982   |                 |
| 7  | Flashback                      | Flashback                               | 4 novembre 1982   |                 |
| 8  | Foiled Again                   | Un incontro fulminante                  | 11 novembre 1982  |                 |
| 9  | Mr. White Death                | Un vecchio conto da saldare             | 18 novembre 1982  |                 |
| 10 | Mixed Doubles                  | Doppio misto                            | 2 dicembre 1982   |                 |
| 11 | Almost Home                    | Pearl Harbor                            | 9 dicembre 1982   |                 |
| 12 | Heal Thyself                   | Ama il prossimo tuo                     | 16 dicembre 1982  |                 |
| 13 | Of Sound Mind                  | Il caro estinto                         | 6 gennaio 1983    |                 |
| 14 | The Arrow That is not Aimed    | Samurai                                 | 27 gennaio 1983   |                 |
| 15 | Basket Case                    | L'arma segreta                          | 3 febbraio 1983   |                 |
| 16 | Birdman of Budapest            | L'eremita                               | 10 febbraio 1983  |                 |
| 17 | I Do?                          | Fiori d'arancio                         | 17 febbraio 1983  |                 |
| 18 | Forty Years from Sand Island   | 40 anni dopo...                         | 24 febbraio 1983  |                 |
| 19 | Legacy from a Friend           | Ricatto                                 | 10 marzo 1983     |                 |
| 20 | Two Birds of a Feather         | Volare per vivere                       | 17 marzo 1983     |                 |
| 21 | ...By Its Cover                | Il peso della cultura                   | 31 marzo 1983     |                 |
| 22 | The Big Blow                   | Chi vuole uccidere Robin Masters?       | 17 aprile 1983    |                 |
| 23 | Faith and Begorrah             | Occhio per occhio                       | 28 aprile 1983    |                 |